# Ölkatastrophe in der Bohaisee 2011

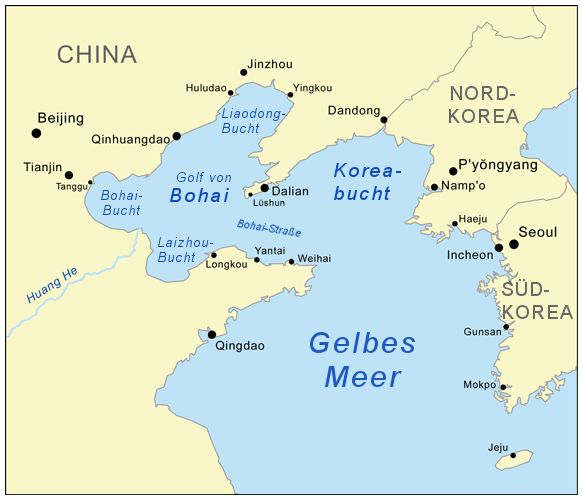
Übersichtskarte des Golfs von Bohai

Die Ölkatastrophe in der Bohaisee 2011 ereignete sich durch ein Leck in einer Offshore-Förderanlage in dem Ölfeld Penglai 19-3.

## Ausgangssituation
Die staatliche Ölfördergesellschaft CNOOC besitzt in der Bohaisee die Förderrechte für Öl und Gas. Die US-amerikanische Firma  ConocoPhilips (Lieferant der deutschen Jet-Tankstellen) betreibt die Förderanlage im Ölfeld Penglai 19-3. Das Ölfeld gilt als größtes Offshore-Ölfeld Chinas. Obwohl es vom Partner ConocoPhilips betrieben wird, hält CNOOC den Mehrheitsanteil von 51 Prozent.
Seit 2006 hatte sich die Ölproduktion in der Bohai-Bucht am Gelben Meer laut Schätzungen bereits verdoppelt. Die Richtung zum weiteren Ausbau gibt die Zentralregierung in Peking vor und Chinas Küstenprovinzen setzen die Vorgaben in einem schnellen Tempo um. Der Ausbau der Offshore-Ölförderung ist in dem Fünfjahresplan (2011–2015) festgeschrieben. Öl und Gas aus dem Meer sollen dabei helfen, den steigenden Energiebedarf der zweitgrößten Wirtschaftsmacht der Welt zu decken.
Der Golf von Bohai grenzt an Nord- und Südkorea und ist stark von Industrieanlagen an Land belastet. Die Menschen der Küste der Bohai-See leben unter anderem von der Zucht der Jakobsmuschel. Sie beliefern mit ihr die Märkte in den USA, Südkorea und Japan.

## Hergang
Wie später von unabhängigen Experten rekonstruiert wurde, kam es Anfang Juni 2011, vermutlich am 4. Juni aus bis heute nicht bekannt gegebenen Umständen zu zwei Lecks im Förderfeld Penglai 19-3.
Erst sechs Wochen nach Entstehen des ersten Lecks hatten die Behörden Fakten präsentiert: Die Verschmutzung umfasste demnach eine Fläche von insgesamt 4250 Quadratkilometern (fünfmal die Fläche Berlins). Weitere 3400 Quadratkilometer seien in geringerem Maße verunreinigt worden, sagten chinesische Behörden. Zusammen entspricht das einer Fläche von etwa der Hälfte Schleswig-Holsteins. Zunächst war lediglich von 840 Quadratkilometern die Rede gewesen.
Zu der Menge des ausgelaufenen Öls gibt es keine gesicherten Angaben. Die amtliche chinesischen Nachrichtenagentur Xinhua berichtete, es seien bis zum 5. September 2011 mindestens 3200 Barrel (ca. 508 Kubikmeter) Öl und Schlammklumpen ausgetreten. Zuvor hatte ConocoPhillips China (COPC) gemeldet, dass aus den zwei Lecks bei Ölbohrungen im Juni 2011 1500 bis 2000 Barrel (ca. 238 bis 318 Kubikmeter) Öl ausgelaufen seien.
Der Betreiber des Ölfelds Penglai 19-3, die Firma ConocoPhilips, gab Anfang September 2011 bekannt, dass es undichte Stellen an Förderanlagen gab und sie diese gerade noch rechtzeitig vor der Deadline am 31. August versiegelt habe. Chinas Aufsichtsbehörde, die State Oceanic Administration (SOA), ordnete daraufhin an, dass CNOOC das Ölfeld Penglai 19-3 stilllegen muss. Die SOA vertrat den Standpunkt, dass eine Stilllegung gerechtfertigt sei, da das Unternehmen mehr als zwei Monate benötigt habe, um dieses Leck abzudichten.

## Reaktionen
Als der Druck durch westliche Medien größer wurde, reagierte die Zentralregierung: Chinesische Zeitungen warfen dem US-Konzern vor, die Katastrophe vertuscht zu haben. Er sei stärker an seinem eigenen Image interessiert als am Schutz des sensiblen Ökosystems der Bohai-Bucht, schrieb die Renmin Ribao. Ein Sprecher von ConocoPhillips-Sprecher wies die Vorwürfe zurück. Das Unternehmen habe den Unfall sofort den zuständigen Behörden gemeldet.
Für 2011 war in dem Ölfeld ein Fördervolumen von 104.000 Barrel pro Tag (ca. 16.530 Kubikmeter) vorgesehen, das 2012 sogar auf 141.000 Barrel (ca. 22.417 Kubikmeter) gesteigert werden sollte. CNOOC rechnete 2011 damit, dass seine tägliche Förderung aufgrund der Schließung um 40.000 Barrel (ca. 6.359 Kubikmeter) zurückgehen wird.
Elf chinesische Umweltorganisationen schrieben im Juli 2011 einen Brief an Aufsichtsgremien der Aktienmärkte in New York und Hongkong, wo ConocoPhillips und CNOOC gelistet sind. Sie forderten eine Untersuchung des Unfalls.
Greenpeace in Peking äußerte sich enttäuscht, dass die chinesischen Behörden aus den vorangegangenen Ölkatastrophen offenbar nichts gelernt hätten. Es fehle an einem systematischen Katastrophenmanagement sowie an einem aktualisierten juristischen Rahmen, mit dem angemessen gegen Ölunternehmen vorgegangen werden kann, sagte ein Vertreter der Organisation. Deutlich werde das auch daran, dass gegen ConocoPhillips die geringe Geldstrafe von 200.000 Yuan (22.000 Euro) verhängt wurde – der höchste vom chinesischen Gesetz vorgesehene Betrag für solche Fälle.
Im Jahr 2016 verklagten die Fischer aus Yantai die Konzerne auf Schadensersatz in Höhe von 170 Mio. Yuan.

## Ausmaß und Auswirkungen
Mehrere Monate strömte Öl aus der Plattform in der Bohaibucht. Die Informationspolitik der Betreiberfirma und der chinesischen staatlichen Behörden wurde stark kritisiert: Die Behörden reagierten erst auf Druck westlicher Medien und Umweltschutzorganisationen auf die Ölpest. Satellitenbilder von Erdbeobachtungssatelliten zeigten das Ausmaß des Ölfilms auf dem Meer und am Meeresboden. Ein MODIS/Aqua Satellitenbild vom 14. Juni 2011 zeigte bereits einen ernstzunehmenden Ölteppich in der Bucht.
Die ökologischen Folgen der Ölpest trafen ab Mitte Juli auch die chinesische Küste. Ein 300 Meter langer Ölteppich an einem Badestrand in der nördlichen Provinz Hebei sei auf die Störfälle in der Bohai-Bucht zurückzuführen, berichtete die Nachrichtenagentur Xinhua unter Berufung auf einen Behördenvertreter. Weitere Ölreste aus dem Leck waren an einem vier Kilometer langen Küstenstreifen in der nordöstlichen Provinz Liaoning entdeckt worden. Die chinesische Zeitung „Nanfang Dushibao“ berichtet im Juli 2011 von einer Algenpest in dem betroffenen Meeresgebiet. Nach Informationen des Blattes wachsen die Algen massenhaft in der Nähe der Förderplattformen, an denen das Öl ausgetreten ist.
Die Umweltkatastrophe wird für die erheblichen Verluste der Tourismus- und Aquafarmindustrie in den angrenzenden Provinzen verantwortlich gemacht. Fischer meldeten tote Krabben und Shrimps an der Küste der Bohai-See. Die Fischer vor Ort berichteten gegenüber der ARD, dass die Muscheln 2011 nicht richtig wachsen, sie bemerkten Ölflecken auf dem Wasser und am Strand, an einigen Stellen sogar große Ölplacken. Auch die Seegurkenfischerei wurde de facto eingestellt. Die Jakobsmuscheln waren 2011 nach Berichten der Fischer zu klein für den Verkauf.
Nach Angaben des Betreiberunternehmens waren die Aufräumarbeiten Ende August 2011 vollständig abgeschlossen.